# Giulio Del Torre (peintre)
Pour les articles homonymes, voir Giulio Del Torre et Torre.
Giulio Del Torre ou Giulio del Torre, né le 21 décembre 1856 à Romans d'Isonzo (Empire d'Autriche) et mort le 1er janvier 1932 dans la même ville (Royaume d'Italie) est un peintre austro-italien.
Peintre de genre, il est connu pour ses scènes enfantines.

## Biographie
Giulio Del Torre est originaire de Romans d'Isonzo dans le comté de Gorizia. Fils du docteur Camillo Del Torre, il est né dans une famille aisée et a étudié à l' Académie des Beaux-Arts de Vienne auprès de Karl von Blaas, puis à Rome et à Venise. Il s'installe ensuite à Turin, où il eut un fils, puis à Gradisca d'Isonzo. Il meurt dans sa ville natale le 1er janvier 1932,.

## Œuvre
L'œuvre Giulio Del Torre est principalement consacrée aux scènes de genre et aux portraits illustrant la vie dans le nord de l'Italie . Ses représentations d'enfants de rue, en vêtements déchirés dont le plus connu est Le Vendeur d'allumettes existant en plusieurs versions. Ses compositions sont déterminées par une palette de couleurs terreuses avec des nuances de bleu et de gris sur des arrière-plans dépouillés. Une de ses spécialités consiste dans le haut niveau de détail qui anime ses compositions nostalgiques. La première exposition de l'artiste a eu lieu à Gorizia en 1888. Divers tableaux de sa composition sont conservés dans les musées européens.

### Œuvres
- 1890 : La petite blanchisseuse,  huile sur panneau, 21 × 16 cm, localisation inconnue.
- 1890 : La Couturière vénitienne, huile sur panneau, 41,6 × 29,8 cm, localisation inconnue.
- 1894 : Le Repas partagé, huile sur panneau, 15,8 × 21,4 cm, localisation inconnue.
- 1897 : Les petits fumeurs, huile sur panneau, 23,2 × 17,5 cm, localisation inconnue.
- 1902 : Le petit vendeur d'allumettes, huile sur panneau, 43,9 × 24,9 cm, localisation inconnue.
- 1905 : Le petit vendeur de cartes postales, huile sur panneau, 27 × 17 cm, localisation inconnue.
- 1905 : Jour de lavage, huile sur panneau, 27 × 21 cm, localisation inconnue.
- 1905 : Le petit fleuriste, huile sur panneau, 27 × 17 cm, localisation inconnue.
- 1906 : Enfants soufflant des bulles de savon, huile sur panneau, 21 × 27 cm, localisation inconnue.
- 1907 : Les deux mangeurs de melon, huile sur panneau, 21,5 × 28 cm, localisation inconnue.
- 1907 : Garçons vénitiens mangeant des oranges, huile sur panneau, 29 × 22,5 cm, localisation inconnue.
- 1910 : Animations pour enfants, huile sur panneau, 32 × 42 cm, localisation inconnue.
- 1911 : Jeux d'enfants, huile sur panneau, 44 × 32,5 cm, localisation inconnue.

Œuvres de Giulio Del Torre
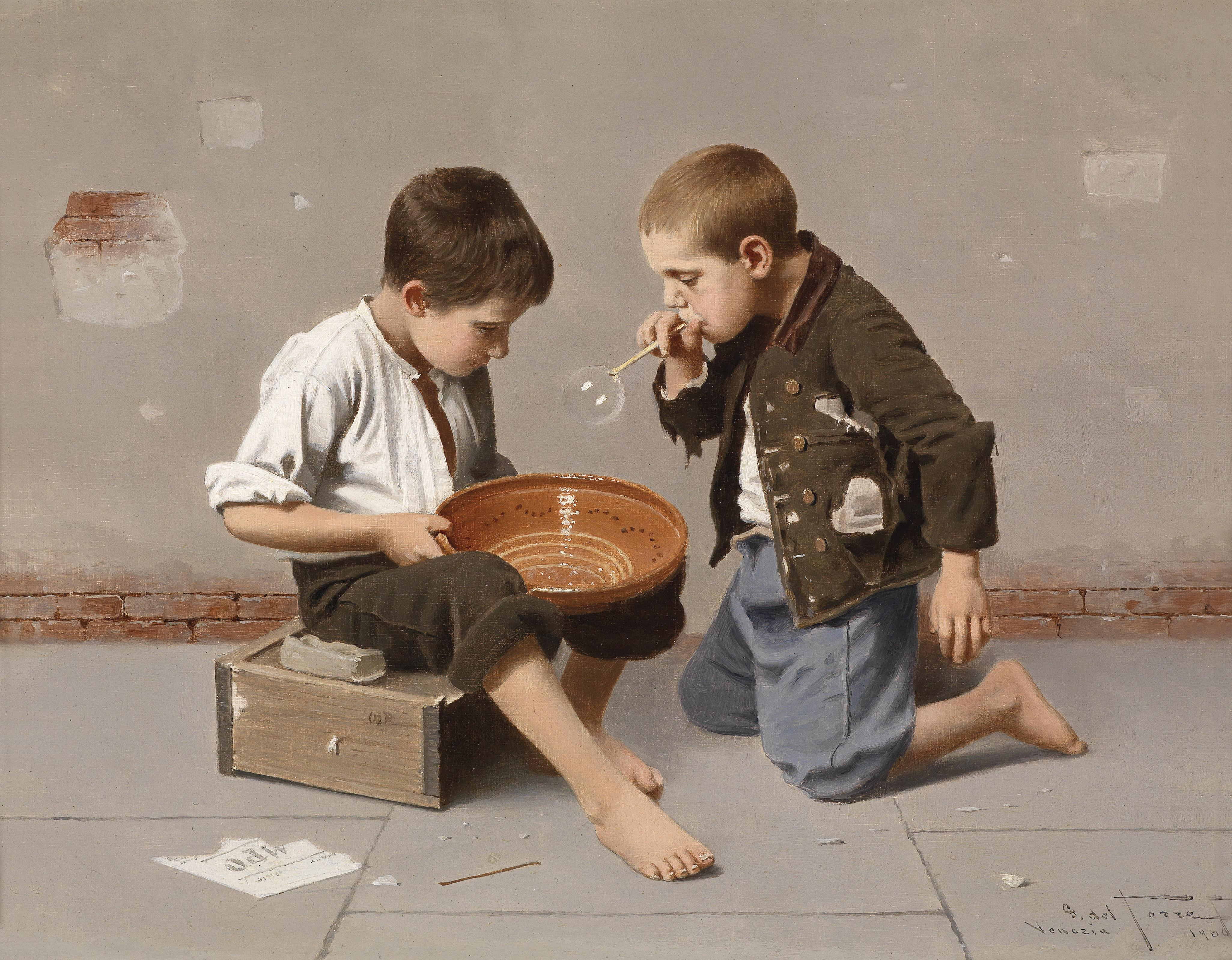
Enfants soufflant des bulles du savon (1906), localisation inconnue.
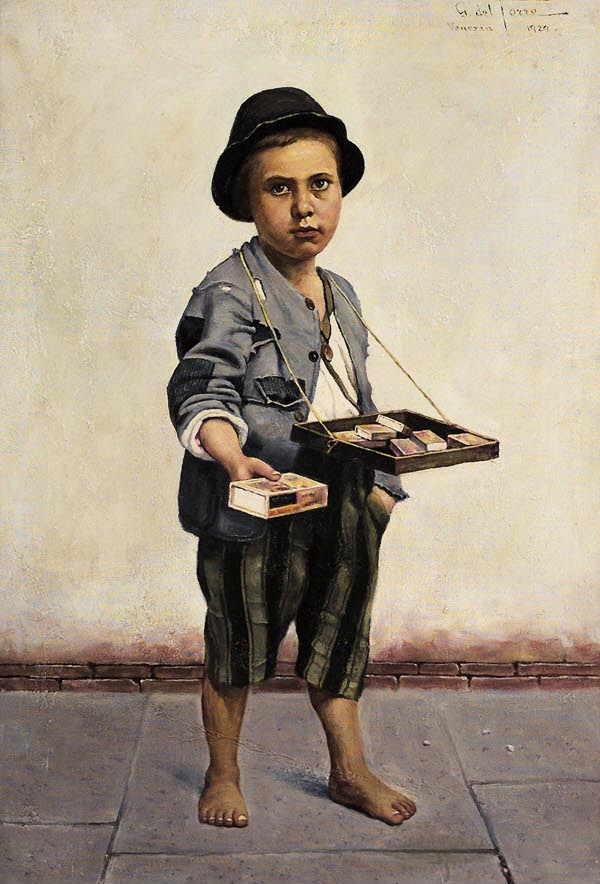
Le petit vendeur d'allumettes (1929), localisation inconnue.
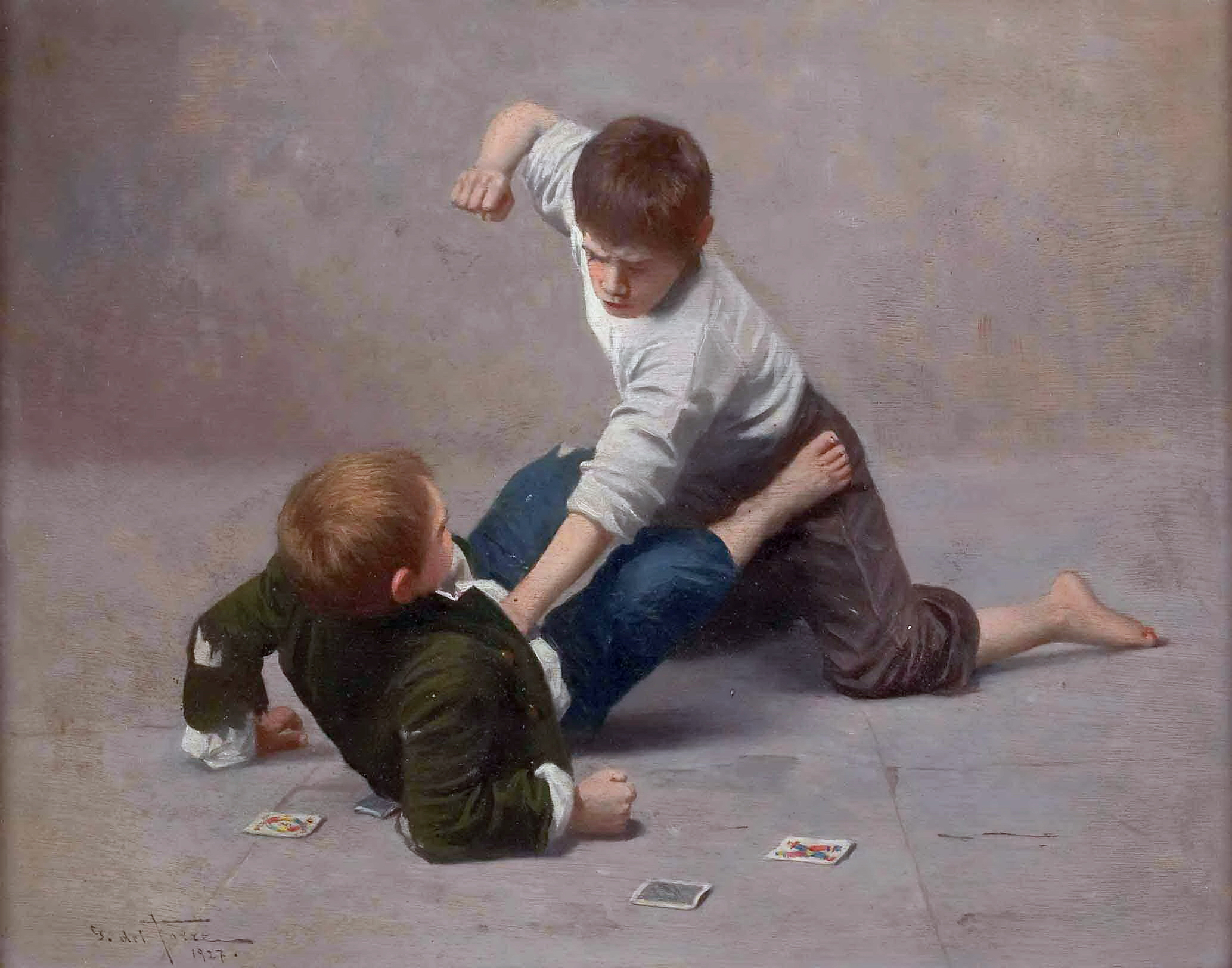
Deux enfants qui se battent (1927), localisation inconnue.